# Klong Tueng Nong
Die Klong Tueng Nong (in Thai กลองตึ่งโนง, auch Klong Aeo, Klong Aew) ist eine große einseitig gespielte Trommel in Röhrenform, die in Nordthailand gespielt wird.
Der Körper ist aus ausgehöhltem Holz. Die Klong Tueng Nong ist etwa 2 m lang. Sie wird benutzt in Ensembles zu Tempelzeremonien, als Tanzbegleitung bei buddhistischen Prozessionen und als Ankündigung kommender Festivitäten, wie Yi Peng, Songkran usw.